# Luvijci
Luvijci so bili skupina indoevropsko govorečih ljudstev iz osrednje, zahodne in južne Male Azije, severnega dela zahodnega Levanta iz bronaste in železne dobe. Govorili so luvijski jezik, indoevropski jezik iz poddružine anatolskih jezikov. Pisali so v klinopisu, ki so ga uvozili  iz Mezopotamije, in domači hieroglifski pisavi, ki so jo nekoč uporabljali tudi jezikovno sorodni Hetiti.
Vloga Luvijcev v zgodovini bronaste dobe je še vedno predmet razprav.

## Zgodovina

### Izvor
O izvoru Luvijcev se lahko samo domneva. Še danes obstajajo številni predlogi, povezani s pradomovino teh  indoevropskih govorcev. Med predlogi so Balkan, spodnja Volga in centralna  Azija. O poteh, ki so prednike Luvijcev pripeljale v Anatolijo, ni skoraj nobenega dokaza. Jasno ni niti to, ali so se od hetitskih in  palajskih govorcev ločili po prihodu v Anatolijo ali že pred tem.  
S prihodom indoevropejcev v Anatolijo je morda povezana demircihujuška kultura (okoli 3500-2500 pr. n. št.), ker so se Praanatolci jezikovno razcepili okoli leta 3000 pr. n. št.

### Srednja bronasta doba
Prvi dokazi o Luvijcih se začenjajo okoli leta 2000 pr. n. št. s pojavom osebnih imen in sposojenk v dokumentih starega asirskega cesarstva iz asirske kolonije Kültepe, datiranih v obdobje   med letoma 1950 in 1700 pr. n. št.  (srednja kronologija). Podatki kažejo, da sta bila takrat hetitski in luvijski jezik že dva različna jezika.
Po mnenju večine znanstvenikov so bili Hetiti naseljeni ob gornjem toku reke  Kızılırmak in imeli svoje gospodarsko in politično središče v  Kaniš-Neši, od koder je hetitski jezik dobil svoje domače ime nešili. Luvijci so najverjetneje živeli v južni in zahodni Anatoliji. Njihovo središče je bila morda Purushanda. Asirski kolonisti in trgovci v takratni Anatoliji so brez razlike omenjali lokalno ljudstvo  nuwaʿum.  Zgleda, da izraz izhaja iz imena Luvijcev. Sprememba začetne črke  "l" v "n" je nastala pod  huritskim  vplivom.

### Hetitsko obdobje
Starohetitski zakoni iz 17. stoletja pr. n. št. vsebujejo primere, ki se nanašajo na takrat neodvisni pokrajini Pala in Luvija. Trgovci in pregnanci so se zgleda selili iz ene države v drugo skladno z dogovori med Hatušo in Luvijo. Ugotovljeno je bilo, da Luvijci nikoli niso oblikovali enotne luvijske države, ampak so bili naseljeni med drugimi skupinami prebivalcev. Manjšina znanstvenikov meni, da so na koncu združili svoje sile, vendar je napad Hetitov in nato ljudstev z morja na obalna področja Anatolije končal civilizacijo pozne bronaste dobe. Arheolog Eberhard Zangger je odkril v luvijskih hieroglifih pisan dokument, ki podpira to idejo.
V hetitskem obdobju sta se na zahodu Anatolije razvili državi Šeha in Arzava s  središčem v doline reke Meander. Na jugu je nastala država Kizuvatna, naseljena s Huriti in Luvijci.  V obdobju Novega hetitskega kraljestva je v južni Anatoliji nastala država Tarḫuntašša, v severozahodni Anatoliji na področju Troje pa država Viluša. Da je bila katera od omenjenih držav luvijska, se iz razpoložljivih podatkov ne da potrditi.

#### Kizzuwatna
Kizzuwatna je bilo hetitsko in luvijsko ime starodavne Kilikije, ki so jo v 16. stoletju pr. n. št. osvojili Hetiti. Okoli leta 1500 pr. n. št. se je pokrajina odcepila in postala kraljestvo Kizzuwatna. Njeni vladarji so se po zgledu na hetitske naslavljali z "veliki kralj".  Hetitski kralj Telipinu je njihovim vekikim kraljem Išputaḫšujem sklenil sporazum, katerega so njuni nasledniki obnovili. Pod kraljem Pilijo je Kizzuwatna postala vazalna država Mitanija. Okoli leta 1420 pr. n. št. se je mitanski kralj Šunaššura odpovedal oblasti v Kizzuwatni in sklenil zavezništvo s hetitskim kraljem Tudhalijo I. Zgleda, da je bila Kizzuwatna kmalu zatem priključena k Hetitskemu cesarstvu in ostala v njem do njegovega propada okoli leta 1190 pr. n. št.

#### Šeha
Šeḫa je bila država na ozemlju starodavne Lidije. Prvič je omenjena v 14. stoletju pr. n. št., ko je hetitski  kralj  Tudhalija I. napadel Vilušo. Potem, ko je Muršili II. osvojil  Arzavo, je Šeha postala vazalna država Hetitskega kraljestva in trpela zaradi napada arzavskega princa Pijamaraduja na njen otok Lazpa (Lezbos).

#### Arzava
Arzava je bila dokazana že v obdobju hetitskega Starega kraljestva, čeprav je bila v tistem času samostojna. Prve sovražnosti med državama so se začele pod kraljem   Tudhalijo I. ali Tudhalijo  II. Napad Kaskov na Hetitsko kraljestvo je oslabil moč Hetitiv in omogočil  širitev Arzave. Njen kralj  Tarhuntaradu  je zaprosil gipčanskega faraona Amenhotepa III., naj mu za ženo pošlje eno od svojih hčera. Po dolgem obdobju vojskovanja se je med vladanjem kralja Uhhazitija arzavska prestolnica Apaša (Efez) vdala hetitskemu kralju Muršiliju II. Arzava se je razcepila na vazalni državi Mira in Hapalla.

### Železna doba
Po propadu Hetitskega kraljestva okoli leta 1190 pr. n. št. se je v severni Siriji in jugozahodni Anatoliji razvilo več majhnih kneževin. V južni centralni Anatoliji je nastala država Tabal, sestavljena verjetno iz več manjših mestnih držav, v Kilikiji Kuve, v severni Siriji Gurgum, na Evfratu Melid, Kummuh in Karkemiš, vzhodno od Efrata Masuvara, na reki Oront pa Unki-Pattin in Hamath. Vladarji in trgovci teh držav so do 8. stoletja pr. n. št. pisali v luvijskem klinopisu. Še posebej pomemben dokument je karatepski dvojezični napis kralja Azativade. 
Vse te države so bile v 9. stoletju pr. n. št. postopoma uničene in priključene Novoasirskemu cesarstvu  (911-605 pr. n. št.).